# Nana Jorjadze
Nana Jorjadze (Tbilisi, 24 de agosto de 1948) é uma cineasta, roteirista e atriz georgiana.